# YinYueTai
YinYueTai (Giản thể: 音悦Tai; Phồn thể: 音悅Tai; phiên âm: Yīn yuè tái) là một trong những trang web chia sẻ MV lớn nhất của Trung Quốc. YinYueTai được thành lập vào năm 2009, có trụ sở ở Bắc Kinh và được quản lý bởi Zhang Dou. YinYueTai là đối tác của Billboard và Gaon Charts tại Trung Quốc và nó tổ chức Giải thưởng V Chart hàng năm.

## Tóm tắt và bản quyền
Trang web này bắt đầu hoạt động khi người dùng không dễ dàng tìm thấy các MV khi tìm kiếm hoặc khi người dùng tìm thấy nó dễ dàng trên một số trang web có nhiều quảng cáo. Hiện nay, YinYueTai không có quảng cáo giống như YouTube - một nơi mà bạn có tìm thấy nhiều bản sao của MV gốc. YinYueTai chỉ giữ một bản sao cho mỗi MV trên trang web này.
YinYueTai có thỏa thuận bản quyền với Sony Music, Universal Music, Warner Music, Rock Records, B'in Music, AVEX, SM Entertainment, JYP Entertainment và nhiều công ty khác trong và ngoài nước, bao gồm MBC, KBS và mạng lưới truyền hình khác ở nước ngoài.

## YinYueTai VChart
Bắt đầu vào tháng 7 năm 2011, YinYueTai bắt đầu có một bảng xếp hạng video âm nhạc hàng tháng trong nhiều thể loại nhạc khác nhau dựa trên khu vực của nghệ sĩ như: (Đại lục, Hồng Kông và Đài Loan, Châu Âu và Mỹ, Hàn Quốc và Nhật Bản), đến tháng 10 trang web bắt đầu có một bảng xếp hạng tuần.

## Top Songs
Tính đến tháng 5 năm 2012, "Get It Hot" của M.I.C đứng đầu trên bảng xếp hạng hàng tuần với 29 tuần theo thể loại nhạc Trung Quốc và Đại lục, "Still In Love With You" của Leehom Wang đứng đầu với 26 tuần theo thể loại nhạc Hồng Kông và Đài Loan, "Wish You Were Here" của Avril Lavigne đứng đầu với 29 tuần theo thể loại nhạc châu Âu và Hoa Kỳ, "Hot Summer" của f(x) đứng đầu với 23 tuần theo thể loại Hàn Quốc và "Super Delicate" của Hey! Say! JUMP với 14 tuần theo thể loại nhạc Nhật Bản. Tính đến tháng 7 năm 2014, ca khúc Number 9 của nhóm nhạc nữ Hàn Quốc T-ara đã trở thành video âm nhạc K-pop đầu tiên đạt 100 triệu lượt xem trên trang web này.
Năm 2016, YinYueTai công bố Top 15 MV có lượt xem cao nhất trên YinYueTai. Trong danh sách này, ca khúc "Number 9" của nhóm nhạc nữ T-ara đứng đầu danh sách với 133 triệu lượt xem.
| Top                           | Tiêu đề                                                                          | Nghệ sĩ              | Quốc gia              | Lượt xem (Triệu) | Liên kết                                                                 |
| ----------------------------- | -------------------------------------------------------------------------------- | -------------------- | --------------------- | ---------------- | ------------------------------------------------------------------------ |
| 1                             | "No. 9"                                                                          | T-ara                | Hàn Quốc              | 133              | Official YinTueTai Lưu trữ ngày 18 tháng 11 năm 2016 tại Wayback Machine |
| 2                             | "Sugar Free"                                                                     | T-ara                | Hàn Quốc              | 122.8            | Official YinTueTai Lưu trữ ngày 3 tháng 11 năm 2016 tại Wayback Machine  |
| 3                             | "Gangnam Style"                                                                  | Psy                  | Hàn Quốc              | 120.1            | Official YinTueTai Lưu trữ ngày 3 tháng 11 năm 2016 tại Wayback Machine  |
| 4                             | "Lucky Symbol" (tiếng Trung: 幸运符号 官方版)                                    | TFBoys               | Trung Quốc            | 114.6            | Official YinTueTai Lưu trữ ngày 16 tháng 11 năm 2016 tại Wayback Machine |
| 5                             | "Miss Granny" (tiếng Trung: 我们的明天 电影<重返20岁>主题曲)                     | Luhan                | Trung Quốc            | 108.7            | Official YinTueTai Lưu trữ ngày 27 tháng 10 năm 2016 tại Wayback Machine |
| 6                             | "Growl" (Chinese version)                                                        | EXO                  | Trung Quốc · Hàn Quốc | 62.3             | Official YinTueTai Lưu trữ ngày 11 tháng 6 năm 2016 tại Wayback Machine  |
| 7                             | "Manual of Youth" (tiếng Trung: 青春修炼手册 官方版)                             | TFBoys               | Trung Quốc            | 61.7             | Official YinTueTai Lưu trữ ngày 16 tháng 11 năm 2016 tại Wayback Machine |
| 8                             | "2015 YinYue V Chart 3 – South Korea" (tiếng Trung: 2015年音悦V榜第3期 - 韩国篇) | YinYueTai Statistics | Trung Quốc            | 61.5             | Official YinTueTai Lưu trữ ngày 11 tháng 6 năm 2016 tại Wayback Machine  |
| 9                             | "2015 YinYue V Chart 2 – South Korea" (tiếng Trung: 2015年音悦V榜第2期 - 韩国篇) | YinYueTai Statistics | Trung Quốc            | 60               | Official YinTueTai Lưu trữ ngày 11 tháng 6 năm 2016 tại Wayback Machine  |
| 10                            | "2015 YinYue V Chart 1 – South Korea" (tiếng Trung: 2015年音悦V榜第1期 - 韩国篇) | YinYueTai Statistics | Trung Quốc            | 59.3             | Official YinTueTai Lưu trữ ngày 11 tháng 6 năm 2016 tại Wayback Machine  |
| 11                            | "Rum Pum Pum Pum"                                                                | f(x)                 | Hàn Quốc              | 50.8             | Official YinTueTai Lưu trữ ngày 11 tháng 6 năm 2016 tại Wayback Machine  |
| 12                            | "I Got a Boy"                                                                    | Girls' Generation    | Hàn Quốc              | 49.7             | Official YinTueTai Lưu trữ ngày 27 tháng 5 năm 2016 tại Wayback Machine  |
| 13                            | "Growl" (Korean version)                                                         | EXO                  | Trung Quốc · Hàn Quốc | 48.7             | Official YinTueTai Lưu trữ ngày 3 tháng 6 năm 2016 tại Wayback Machine   |
| 14                            | "Hero"                                                                           | Super Junior         | Hàn Quốc              | 48.6             | Official YinTueTai Lưu trữ ngày 3 tháng 6 năm 2016 tại Wayback Machine   |
| 15                            | "Medals 2.0" (tiếng Trung: 勋章 2.0版)                                           | Luhan                | Trung Quốc            | 48.1             | Official YinTueTai Lưu trữ ngày 5 tháng 11 năm 2016 tại Wayback Machine  |
| Cập nhật: 19 tháng 5 năm 2016 |                                                                                  |                      |                       |                  |                                                                          |

## Giải V Chart
- Giải V Chart lần thứ 5 (2017)
- Giải V Chart lần thứ 4 (2016)